# Nemenčinė
Nemenčinė  escoltar (?·pàg.) (en polonès: Niemenczyn, en alemany  Nementschine) és una ciutat de la regió etnogràfica d'Aukštaitija, comtat i municipi de Vílnius (Lituània). El municipi tenia 5.885 habitants el 2005. Es troba a 20 quilòmetres al nord-est de Vílnius.
El 1387, després de la cristianització de Lituània, Jogaila va establir la primera parròquia cristiana a Nemenčinė i va construir una església.

## Noms
Nemenčinė és el nom original de la ciutat que apareix en els documents històrics i en ús avui en dia. Es deriva d'una paraula lituana que nombra al riu Nemenčia. Altres versions del nom inclouen: 
- Неменчын en belarús
- Niemenczyn en polonès
- Неменчине (o Нямянчине) en rus
- Nementchin (נעמענטשין) en ídix

## Ciutats agermanades
- Węgorzewo,  Polònia
- Ełk,  Polònia
- Suwałki,  Polònia